# Xã Greene, Quận Mercer, Illinois
Xã Greene (tiếng Anh: Greene Township) là một xã thuộc quận Mercer, tiểu bang Illinois, Hoa Kỳ. Năm 2010, dân số của xã này là 1.640 người.